# تميز

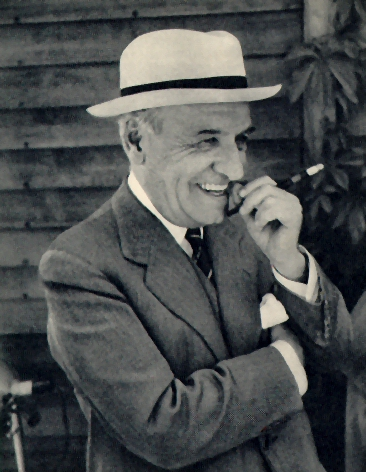

التميز عبارة عن مهارة أو سمة غالبًا ما تكون جيدة وبالتالي فإنها تتجاوز المعايير العادية. كما أنه يستخدم كذلك كمعيار للأداء.

## معلومات تاريخية
كان لدى اليونانيين القدماء مبدأ arete الذي كان يعني الملاءمة المتميزة للغرض. وهو يظهر في أعمال أرسطو وهوميروس. فقد قال أرسطو ذات مرة: «نحن عبارة عما نفعله بشكل متكرر. . . وبالتالي، فإن التميز ليس إجراءً، بل عادة.»  وهناك مفهوم آخر ذو صلة، وهو eudaimonia وهو يعني السعادة التي نجمت عن عيش الحياة بشكل جيد، والرفاهية والكمال. والمفهوم المقابل في الفلسفة الإسلامية يطلق عليه اسم الإحسان.

## الممارسة تؤدي إلى الكمال
أظهرت الدراسات أن أهم طريقة للوصول إلى التميز في الأداء في مجالات مثل الرياضة والموسيقى والمهن والعلم تتمثل في الممارسة. فغالبًا ما يتطلب الوصول إلى مستوى التميز في مثل هذه المجالات نحو 10 أعوام من التعليم، وهو ما يساوي 10.000 ساعة من الجهد.
 وقد تمت متابعة هذا الأمر في كتاب Outliers.